# Campeonato Paranaense de Futebol de 1948
O Campeonato Paranaense de 1948 foi a 34° edição do campeonato estadual, teve a participação de sete equipes, todas da capital Curitiba. o Clube Atlético Ferroviário conquistou o tetra-campeonato, superando por apenas um ponto de diferença o segundo Clube Atlético Paranaense, o artilheiro do campeonato foi do Coritiba, Babi com 18 gols.

## Clubes Participantes
| Equipe                             | Cidade   | Região                           | Classificado por | Estádio                           | Capacidade | Títulos                                     | Participações |
| ---------------------------------- | -------- | -------------------------------- | ---------------- | --------------------------------- | ---------- | ------------------------------------------- | ------------- |
| Esporte Clube Água Verde           | Curitiba | Região Metropolitana de Curitiba | Sétimo Lugar     | --                                | --         | 0 (não possui)                              | 7             |
| Britânia Sport Club                | Curitiba | Região Metropolitana de Curitiba | Quarto Lugar     | --                                | --         | 6 (1918, 1919,1920,1921,1922,1923)          | 21            |
| Sociedade Esportiva Palmeiras      | Curitiba | Região Metropolitana de Curitiba | Quinto Lugar     | --                                | --         | 3 (1924, 1926, 1932)                        | 15            |
| Ferroviário                        | Curitiba | Região Metropolitana de Curitiba | Vice Campeão     | Estádio Durival Britto e Silva    | --         | 3 (1937, 1938, 1944)                        | 9             |
| Coritiba Foot Ball Club            | Curitiba | Região Metropolitana de Curitiba | Campeão          | Estádio Belfort Duarte            | --         | 10 (último em 1947)                         | 26            |
| Clube Atlético Paranaense          | Curitiba | Região Metropolitana de Curitiba | Terceiro Lugar   | Estádio Joaquim Américo           | --         | 8 (1925, 1926, 1930,1934, 1936, 1940, 1945) | 16            |
| Sociedade Educação Física Juventus | Curitiba | Região Metropolitana de Curitiba | Sexto Lugar      | Estádio Franklin Delano Roosevelt | --         | 0 (não possui)                              | 6             |

- 1° Lugar Clube Atlético Ferroviário
- 2° Lugar Clube Atlético Paranaense
- 3° Lugar Coritiba Foot Ball Club
- 4° Lugar Sociedade Esportiva Palmeiras
- 5° Lugar Britânia Sport Club
- 6° Lugar Sociedade Educação Física Juventus
- 7° Lugar Esporte Clube Água Verde

## Regulamento
Campeonato por pontos corridos, turno e returno conhecendo o campeão estadual.

## Campeão
| Campeão Paranaense de 1948           |
| ------------------------------------ |
| Clube Atlético Ferroviário 4° Título |